# Markéta Poulíčková
Markéta Poulíčková (* 15. březen 1988 Valtice, Československo) je česká zpěvačka, finalistka soutěže Hlas ČeskoSlovenska, dříve známá pod pseudonymem L.B.P. (zkratka pro Little Black Peggy, česky „malá černá Markétka“).

## Počátky
Už od raného dětství se věnuje hudbě, poprvé stála na pódiu ve čtyřech letech. Hraje na tyto hudební nástroje: klavír (8 let), na flétnu (10 let). Píše vlastní texty. K hudbě ji vedl její otec, který byl v mládí muzikantem.

## Kariéra
Profesionální kariéru zahájila ve 14 letech, a to když vyhrála v roce 2002 celostátní festival populární hudby Evropská databanka Zlíntalent 2002. V porotě zasedli např. Karel Svoboda, Ondřej Soukup nebo americký skladatel Michael Jay...).
Reprezentovala ČR na mnoha mezinárodních soutěžích. Dvakrát se zúčastnila národního finále mezinárodní soutěže Eurosong (2007, 2008). V roce 2008 vystupovala Markéta Poulíčková jako host na turné Petra Bende. Rok a půl vystupovala jako jedna ze dvou solistek doprovodného orchestru Boom Band (orchestr doprovází například Karla Gotta, Helenu Vondráčkovou a další).
Na svém kontě má Markéta Poulíčková dvě sólová alba, Story of life (2007) a Markéta ( 2008). První deska Story of life vyšla také v Itálii. Od téhož roku Markéta Poulíčková vystupuje v úspěšném muzikálu Carmen, kde ztvárňuje druhou hlavní ženskou roli po boku Lucie Bílé.
V letech 2007–2009 moderovala 1. stahovací hitparádu na TV Óčko s názvem RGM Space. Současně tuto hitparádu moderovala se svým kolegou Petrem Zakopalem také pro rádia Kiss. Moderování různých akcí se příležitostně věnuje dodnes (např. Dětský den v Hard Rock Cafe, Motorkářský sraz v Brně ...).
V roce 2011 Markéta Poulíčková vystupuje s kapelou RockStars, absolvovala turné po ČR s Mirem Šmajdou. Markéta je solistkou ve světově populárním projektu Symphony in Rock německého dirigenta Friedemanna Riehle. Dále je také solistkou projektu Prague Brassivo.
V roce 2012 se zúčastnila 1. ročníku Hlasu ČeskoSlovenska, kde se probojovala až do samotného Grandfinále a obsadila bronzovou příčku.
V roce 2013 připravuje nové písně a nově podepsala smlouvu s EMI.

## Hlas ČeskoSlovenska
V roce 2012 se přes svou pokročilou pěveckou kariéru rozhodla přihlásit do soutěže Hlas ČeskoSlovenska. Byla součástí týmu Josefa Vojtka a celkově v soutěži skončila na třetím místě.

## Osobní život
Momentálně žije s českým bubeníkem Zbyňkem Raušerem, který je členem kapely Portless (ex. Support Lesbiens).

## Účast
Účast v národních soutěžích
- 2002 – Evropská soutěž Zlíntalent 2002 – 1. cena, cena novinářů, cena diváků
- 2002 – Universetalent Praha 2002 – reprezentace ČR
- 2004 – Universetalent Praha 2004 – reprezentace ČR
- 2005 – Česko hledá SuperStar
- 2012 – Hlas ČeskoSlovenska

Účast v mezinárodních soutěžích
- 2003 – Children International Nile Song Festival – Cairo, Egypt, absolutní vítězka
- 2003 – Sunflowers – Zrenjanin, Srbsko, finále
- 2003 – Golden Magnolia, Baton Rouge, Louisiana/USA – Cena za nejlepší interpretaci písně
- 2004 – International Contests of Kazakh Song – Nur-Sultan, Kazachstán, zvláštní cena

## Diskografie

### Alba
- 2007: Story Of Life # CZ
- 2007: L.B.P. # CZ
- 2008: Markéta # CZ

### Singly
| Rok  | Název             | Pozice   | Pozice | Pozice  | Album         |
| Rok  | Název             | IFPI 100 | ESO    | Očko TV | Album         |
| ---- | ----------------- | -------- | ------ | ------- | ------------- |
| 2006 | "So Real"         | 24       | #3     | #3      | Story Of Live |
| 2007 | "Story Of Life"   | 30       | -      | -       | Story Of Life |
| 2007 | "Leave Your Live" | 67       | -      | -       | Story Of Life |